# Відвага (Березинський район)
Відвага (біл. вёска Атвага) — село в складі Березинського району Мінської області, Білорусь. Село підпорядковане Селібській сільській раді, розташоване в східній частині області.